# Sigurd Moen
Sigurd Moen   (Krødsherad, 31 d'octubre de 1897 - Drammen, 6 d'octubre de 1967) va ser patinador de velocitat sobre gel noruec que va competir durant la dècada del 1920.
El 1924 va prendre part en els Jocs Olímpics de Chamonix, on disputà les cinc proves del programa de patinatge de velocitat. Guanyà la medalla de bronze en la prova dels 1.500 metres. Fou quart en la dels 5.000 metres, cinquè en la combinada, sisè en els 10.000 metres i tretzè en els 500 metres.
El 1925 es proclamà campió de Noruega de les quatre distàncies, fita no repetida fins al 2009.